# Йимас
Йимас — папуасский язык, на котором говорит папуасское племя йимас, живущее в провинции Восточный Сепик, в Папуа — Новой Гвинее.
Йимас это полисинтетический язык с довольно свободным порядком слов. Морфологически, но не синтаксически это эргативно-абсолютивный язык. В йимасе насчитывается около 9 классов (родов) существительных, а также уникальная система числительных.
Йимас считается исчезающим языком, так как многие люди из племени йимас перешли на ток-писин, в меньшей степени на английский. И неясно, есть ли на данный момент носители языка йимас среди людей молодого поколения.

## Фонология
Фонологический запас языка йимас мал, даже по стандарту папуасских языков, который содержит всего 12 согласных и 4 гласных. Фонология обладает многими особенностями, характерных для языковой семьи сепик. Там нет фрикативных фонем; звук [s] — просто реализация аллофонов глухой палатальной смычки /с/. Язык различает 4 места в артикуляции: билабиальная, дентальная, палатальная и велярная, с соответствующей глухой смычкой и носовых звуков в каждой позиции. Здесь не глухие/звонкие различия для смычек, звонкие смычки являются аллофонической реализацией глухих смычек в определённых позициях, таких как последующие носовые. Что необычно для папуасских языков, язык йимас имеет различие между звуками [r] и [l], где [l] всегда палатальный, а звук [r] всегда дентально-альвеолярный, в значительной степени свободно различный между [l] и [\] как фонетические реализации.
Система гласных типична, можно сказать, прототипична, как в языках сепик. Существует нехватка гласных фонем, как абстрактно, и как сегментальных фонем отдельных слов. Во многих словах не хватает в целом основных гласных фонем, а строка из основных гласных распалась в фонетической реализацией вставных гласных добавлены фонологическим правилам. Однозначно единственным ясным в языке является нижний центральный гласный звук /a/. Три высоких гласных /i, i, u/, часто являются результатом гласной эпентезой, /i/ почти всегда такой же. Полугласные /y/ и /w/, особенно последняя, тесно взаимодействуют с фонологическими правилами с участием гласных, что их фонетическая реализация часто является результатом этих правил. Ударение предсказуемо и обычно возникает на начальном этапе.